# All-Ireland Senior Hurling Championship 1920
L'All-Ireland Senior Football Championship 1920 fu l'edizione numero 34 del principale torneo di hurling irlandese. Dublino batté in finale Cork, ottenendo il terzo titolo della sua storia.

## Formato
Si tennero solo i campionati provinciali di Leinster e Munster, i cui vincitori avrebbero avuto accesso diretto all'All-Ireland, dove la vincitrice del torneo del Leinster avrebbe sfidato Galway.

## Torneo
All-Ireland Senior Hurling Championship
| Dublino 24 ottobre 1920 Semifinale | Dublin | 6-3 – 1-4 | Galway | Croke Park |

| Dublino 14 maggio 1922 Finale | Dublin | 4-9 – 4-3 | Cork | Croke Park |